# Wiecinin
Wiecinin – wieś w Polsce położona w województwie wielkopolskim, w powiecie kolskim, w gminie Babiak.
W latach 1975–1998 miejscowość administracyjnie należała do województwa konińskiego.
We wsi znajduje się kościół filialny pw. Najświętszego Serca Pana Jezusa, będący filią parafii pw. św. Wojciecha w Brdowie.